# Helicteroideae
Helicteroideae Meisn.  è una sottofamiglia di piante della famiglia delle Malvacee.

## Tassonomia
La sottofamiglia comprende 12 generi in 2 tribù:
- Tribù Durioneae
  - Boschia Korth.
  - Coelostegia Benth.
  - Cullenia Wight
  - Durio Adans.
  - Kostermansia Soegeng
  - Neesia Blume

- Tribù Helictereae
  - Helicteres Pluk. ex L.
  - Mansonia J.R.Drumm.
  - Neoregnellia Urb.
  - Reevesia Lindl.
  - Triplochiton K.Schum.
  - Ungeria Schott & Endl.